# Sant Jordi-díj
A Sant Jordi-díj (Premios Sant Jordi) egy spanyol filmdíj, amit általában április közepén, az előző évi filmeknek adnak ki Barcelonában. 

## Kategóriák
- Karrier-díj
- Különdíj
- Legjobb első munka
- Legjobb film
- Legjobb film - közönségdíj
- Legjobb külföldi film
- Legjobb külföldi film - közönségdíj
- Legjobb külföldi színész
- Legjobb külföldi színésznő
- Legjobb spanyol színész
- Legjobb spanyol színésznő

## Külső hivatkozások
- Sant Jordi-award Archiválva 2009. április 29-i dátummal a Wayback Machine-ben